# Mouez Hassen
Mouez Hassen (Fréjus, 5 maart 1995) is een Franse voetballer die als doelman speelt. Hij stroomde in 2013 door vanuit de jeugd van OGC Nice.

## Clubcarrière
Hassen komt uit de jeugdacademie van OGC Nice. Hij debuteerde onder Claude Puel in de Ligue 1 op 25 september 2013 tegen FC Nantes. Hij verving David Ospina en moest zich tweemaal omdraaien. Nice verloor de wedstrijd in Nantes met 2-0. Op 16 augustus 2014 hield de doelman voor het eerst de nul in het uitduel tegen Lorient. In zijn debuutseizoen kwam hij tot een totaal van dertig competitieduels.
In 2016 vertrok Hassen naar Southampton voor een uitleenbeurt van één jaar. Hij kon er niet imponeren en keerde terug bij OGC Nice. Het volgende seizoen besloot Nice Hassen uit te lenen aan Ligue 2-team LB Châteauroux. Daar vergaarde hij wel speeltijd, maar op het einde van het seizoen keerde hij weer terug naar Nice. In 2019 werd zijn contract ontbonden door OGC Nice, en werd Hassen een speler zonder club.
In november 2019 besloot Cercle Brugge hem een contract te geven voor één jaar. Op 14 december 2019 maakte Hassen zijn officiële debuut voor Cercle tijdens een competitiewedstrijd tegen Sporting Charleroi, doordat Guillaume Hubert onvoldoende hersteld was van een botsing met ploegmaat Calvin Dekuyper. Na amper vier wedstrijden in het eerste elftal moest Hassen na de winterstop plaats ruimen voor winterhuurling Lennart Moser, die Cercle Brugge uiteindelijk mee voor de degradatie uit de Jupiler Pro League behoedde.

## Interlandcarrière
Hassen mocht in principe zowel voor Frankrijk als voor Tunesië uitkomen. Hij speelde voor alle Franse nationale jeugdelftallen vanaf Frankrijk -16. Hij debuteerde in 2015 voor Frankrijk –21. Nadat Hassen besefte dat hij niet veel kans maakte bij het Franse nationale elftal, besloot hij te kiezen om voor Tunesië te spelen. Dat bleek een uitstekende beslissing, want hij werd opgeroepen voor het WK 2018 in Rusland. Hij stond in doel tegen Engeland, maar viel na 15 minuten uit met een schouderblessure en kon niet meer meespelen in de andere WK-wedstrijden. Een jaar later stond Hassen tijdens vijf van de zeven wedstrijden van Tunesië op de Afrika Cup 2019 in doel, enkel tijdens de eerste groepswedstrijd tegen Angola en tijdens de finale om de derde plaats tegen Nigeria ontbrak hij.
| Interlands van Mouez Hassen voor Tunesië | Interlands van Mouez Hassen voor Tunesië | Interlands van Mouez Hassen voor Tunesië | Interlands van Mouez Hassen voor Tunesië | Interlands van Mouez Hassen voor Tunesië | Interlands van Mouez Hassen voor Tunesië |
| №                                        | Datum                                    | Wedstrijd                                | Uitslag                                  | Soort wedstrijd                          | Goals                                    |
| Als speler bij LB Châteauroux            | Als speler bij LB Châteauroux            | Als speler bij LB Châteauroux            | Als speler bij LB Châteauroux            | Als speler bij LB Châteauroux            | Als speler bij LB Châteauroux            |
| ---------------------------------------- | ---------------------------------------- | ---------------------------------------- | ---------------------------------------- | ---------------------------------------- | ---------------------------------------- |
| 1.                                       | 27 maart 2018                            | Tunesië – Costa Rica                     | 1 – 0                                    | vriendschappelijk                        | 0                                        |
| 2.                                       | 28 mei 2018                              | Portugal − Tunesië                       | 2 – 2                                    | vriendschappelijk                        | 0                                        |
| 3.                                       | 1 juni 2018                              | Tunesië − Turkije                        | 2 – 2                                    | vriendschappelijk                        | 0                                        |
| 4.                                       | 18 juni 2018                             | Tunesië − Engeland                       | 1 – 2                                    | WK 2018                                  | 0                                        |
| Als speler bij OGC Nice                  |                                          |                                          |                                          |                                          |                                          |
| 5.                                       | 7 juni 2019                              | Tunesië − Irak                           | 2 – 0                                    | vriendschappelijk                        | 0                                        |
| 6.                                       | 11 juni 2019                             | Kroatië − Tunesië                        | 1 – 2                                    | vriendschappelijk                        | 0                                        |
| 7.                                       | 28 juni 2019                             | Tunesië − Mali                           | 1 – 1                                    | Afrika Cup 2019                          | 0                                        |
| 8.                                       | 2 juli 2019                              | Mauritanië − Tunesië                     | 0 – 0                                    | Afrika Cup 2019                          | 0                                        |
| 9.                                       | 8 juli 2019                              | Ghana − Tunesië                          | 1 – 1 (5 – 6 wns)                        | Afrika Cup 2019                          | 0                                        |
| 10.                                      | 11 juli 2019                             | Madagaskar − Tunesië                     | 0 – 3                                    | Afrika Cup 2019                          | 0                                        |
| 11.                                      | 14 juli 2019                             | Senegal − Tunesië                        | 1 – 0                                    | Afrika Cup 2019                          | 0                                        |
| Als clubloze speler                      |                                          |                                          |                                          |                                          |                                          |
| 12.                                      | 10 september 2019                        | Tunesië − Ivoorkust                      | 1 – 2                                    | vriendschappelijk                        | 0                                        |

Bijgewerkt op 19 augustus 2020.